# منشأة قاسم
قرية منشأة قاسم هي إحدى القرى التابعة لمركز ديرب نجم في محافظة الشرقية في جمهورية مصر العربية. حسب إحصاءات سنة 2006، بلغ إجمالي السكان في منشأة قاسم 3129 نسمة، منهم 1555 رجل و1574 امرأة.